# Sulby (Engeland)
Sulby is een civil parish in het bestuurlijke gebied Daventry, in het Engelse graafschap Northamptonshire.